# Obereopsis longipes
Obereopsis longipes là một loài bọ cánh cứng trong họ Cerambycidae.